# Aka Manah
În mitologia persană, Aka Manah este zeul ispitei, membru al grupului Daevas, cel ce a fost trimis de Ahriman pentru a-l seduce pe profetul Zarathustra. Oponentul lui din Amesha Spentas este Vohu Manah.